# Эксдорф
Эксдорф (нем. Exdorf) — посёлок в Германии, в земле Тюрингия. Входит в состав района Шмалькальден-Майнинген. Подчиняется управлению Грабфельд. Население — 541 чел. Занимает площадь 16,77 км².